# David Carabott
David Carabott (ur. 18 maja 1968 w Melbourne) – maltański piłkarz występujący na pozycji pomocnika.
Występował w takich klubach jak: Marsaxlokk FC, Hibernians FC, Valletta FC, ponownie Marsaxlokk, Għajnsielem FC, Msida Saint-Joseph FC, Sliema Wanderers, ponownie Għajnsielem i Balzan Youths FC. W 2010 roku kończył karierę jako piłkarz Marsaxlokk FC.
W reprezentacji Malty rozegrał 121 spotkań, zdobywając 12 bramek. Jest tym samym rekordzistą pod względem występów w swojej reprezentacji wraz z Gilbertem Agiusem.